# 크레디탄슈탈트
크레디탄슈탈트(Creditanstalt) (크레디트-안슈탈트(Credit-Anstalt) 혹은 CA로도 표기)는 오스트리아의 은행이다. 크레디탄슈탈트는 1855년 빈에서 로트실트 가문이 창립한 "황립 오스트리아 상업 및 산업 신용기관(K. k. priv. Österreichische Credit-Anstalt für Handel und Gewerbe)이다. 매우 성공적이었던 크레디탄슈탈트는 오스트리아 헝가리제국 최대의 은행으로 성장했지만 1931년 5월 11일, 부도를 선언했다.
크레디탄슈탈트의 부도는 금융위기를 일으켰으며, 궁극적으로는 대공황 시기 은행 부도를 이끌었다는 말이 있다.:2–3
로트실트 가문과 오스트리아 국립은행이 크레디탄슈탈트를 구제하여 Wiener Bankverein 은행과 합병시켜서 크레디탄슈탈트는 이름을 크레디탄슈탈트-방크페어라인(Creditanstalt-Bankverein)으로 변경하였다.
나치 독일과 오스트리아 간의 오스트리아 병합 이후 크레디탄슈탈트-방크페어라인은 도이체 방크에게 인수됐다.
제2차 세계 대전 이후, 은행은 국유화되었다가 오스트리아 경제에 깊숙이 관련을 가진 상업은행이 되었다. 크레디탄슈탈트-방크페어라인은 비너베르거(Wienerberger), 슈타이어-다이믈로-푸크(Steyr-Daimler-Puch), 렌칭 AG(Lenzing AG), 젬페리트(Semperit)와 같은 오스트리아 주요 기업의 지분을 소유하고 있다.
1997년 정부가 갖고 있던 지분은 방크 오스트리아(Bank Austria)에 매각됐으며, 그 결과 오스트리아 사회민주당과 오스트리아 국민당 간의 연정에 위기가 닥치기도 했다. 크레디탄슈탈트는 오스트리아에서 보수주의적인 은행인 반면, 방크 오스트리아는 빈의 중앙저축은행(Zentralsparkasse)에 기반을 두고 있으며, 이 은행은 정치적으로 좌파로 여겨졌기 때문이다. 합병은 2002년에서야 완결됐으며, 그 결과 독일 히포페어라인스방크(HypoVereinsbank) 그룹의 일부로서 방크 오스트리아 크레디탄슈탈트(Bank Austria Creditanstalt)가 탄생하였다. 히포페어라인스방크 그룹은 현재 우니크레디트(UniCredit)의 일부가 되어 있다.

## 참고 문헌
- März, Eduard, Austrian Banking and Financial Policy: Credit-Anstalt at a Turning Point, 1913-1923 (Basingstoke: Palgrave Macmillan, 1984) ISBN 978-0-312-06124-1
- Schorske, Carl E., Fin-de-Siècle Vienna: Politics and Culture (London: Vintage, 1980) ISBN 0-394-74478-0
- Schubert, Aurel, The Credit-Anstalt Crisis of 1931 (Cambridge: Cambridge University Press, 1992) ISBN 0-521-36537-6